# 1961 na ciência

## Eventos
- 12 de abril - Yuri Gagarin, primeiro homem no espaço.
- 5 de maio - Alan B.Shepard, primeiro americano no espaço.
- Síntese do elemento químico Laurêncio[1]

## Nascimentos
| Data            | Nome               | Profissão                                        | Nacionalidade   | Observações                               | Ref         |
| --------------- | ------------------ | ------------------------------------------------ | --------------- | ----------------------------------------- | ----------- |
| 17 de fevereiro | Andrey Korotayev   | antropólogo, economista, historiador e sociólogo | União Soviética |                                           |             |
| 19 de dezembro  | Eric Allin Cornell | físico                                           | Estados Unidos  | Nobel da Física 2001 Medalha Lorentz 1998 | [ 2 ] [ 3 ] |
| ??              | Serguei Krasnikov  | físico e matemático                              | União Soviética |                                           |             |
| 26 de setembro  | Alexander Kellner  | paleontólogo                                     | Brasil          |                                           |             |

## Mortes
| Data          | Nome                    | Profissão                           | Nacionalidade  | Observações                                          | Ref         |
| ------------- | ----------------------- | ----------------------------------- | -------------- | ---------------------------------------------------- | ----------- |
| 4 de janeiro  | Erwin Schrödinger       | físico                              | Áustria        | n. 1887 Nobel da Física 1933 Medalha Max Planck 1937 | [ 2 ] [ 4 ] |
| 4 de maio     | Maurice Merleau-Ponty   | filósofo                            | França         | n. 1908                                              |             |
| 4 de junho    | William Astbury         | físico e biólogo                    | Reino Unido    | n. 1898                                              |             |
| 6 de junho    | Carl Gustav Jung        | filósofo e psiquiatra               | Suíça          | n. 1875                                              |             |
| 26 de junho   | Georges Guillain        | neurologista                        | França         | n. 1876                                              |             |
| 30 de junho   | Lee De Forest           | físico e inventor                   | Estados Unidos | n. 1873                                              |             |
| 5 de julho    | Ludwik Fleck            | médico e biólogo                    | Polónia        | n. 1896                                              |             |
| 20 de agosto  | Percy Williams Bridgman | físico                              | Estados Unidos | n. 1882 Nobel da Física 1946                         | [ 2 ]       |
| 7 de dezembro | Schwaller de Lubicz     | filósofo, orientalista e matemático | França         | n. 1887                                              |             |

## Prémios

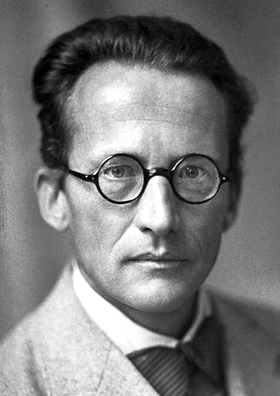
Erwin Schrödinger
(1887 - 1961)

### Medalha Arthur L. Day
- Willard F. Libby[5]

### Medalha Bigsby
- Alwyn Williams[6]

### Medalha Bruce
- Rudolf Minkowski[7]

### Medalha Copley
- Hans Adolf Krebs[8]

### Medalha Davy
- Derek Harold Richard Barton[9]

### Medalha Edison IEEE
- William B. Kouwenhoven[10]

### Medalha Guy de prata
- David Cox[11]

### Medalha de Honra IEEE
- Ernst Guillemin[12]

### Medalha Hughes
- Alan Cottrell[13]

### Medalha Lyell
- John Vernon Harrison[14]

### Medalha Mary Clark Thompson
- Norman D. Newell[15]

### Medalha Max Planck
- Eugene Wigner[4]

### Medalha Murchison
- Wilfrid Edwards[16]

### Medalha Oersted
- Jerrold R. Zacharias[17]

### Medalha de Ouro Lomonossov
- Alexander Nesmeyanov[18]

### Medalha de Ouro da Royal Astronomical Society
- Herman Zanstra[19]

### Medalha Penrose
- Philip Henry Kuenen[20]

### Medalha Real
- Wilfrid Le Gros Clark[21] e Cecil Frank Powell[21]

### Medalha Sylvester
- Philip Hall[22]

### Medalha Theodore von Karman
- Raymond Mindlin[23]

### Medalha Timoshenko
- James Norman Goodier[24]

### Medalha William Bowie
- Keith Edward Bullen [25]

### Medalha Wollaston
- Roman Kozlowski[26]

### Prémio Nobel
- Física - Robert Hofstadter,[2] Rudolf Ludwig Mössbauer[2]
- Química - Melvin Calvin[27]
- Fisiologia ou Medicina - Georg von Békésy[28]